# Macró

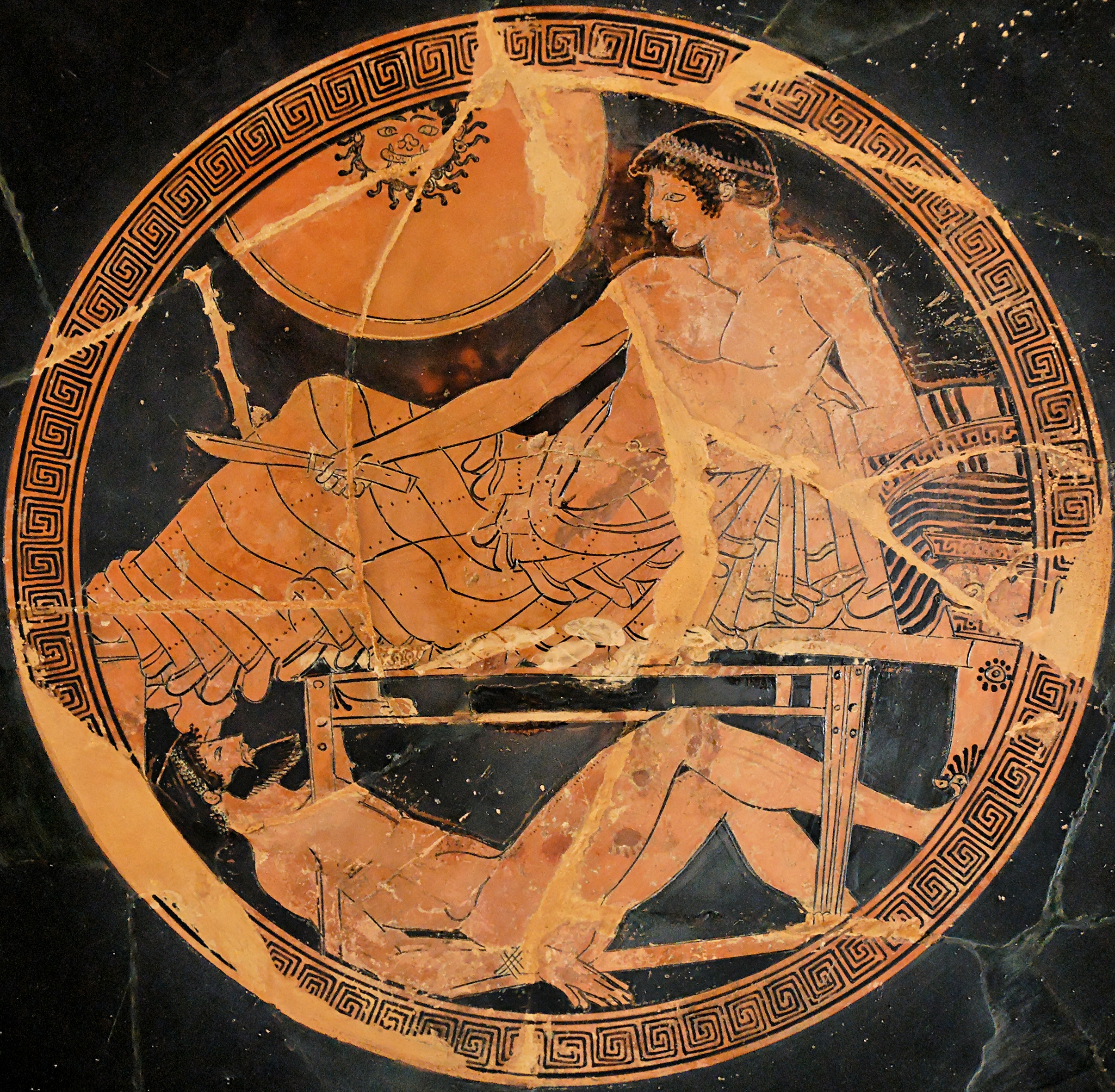
Aquil·les amb el cos d'Hèctor, tondo d'un cílix conservat ara al Museu del Louvre, núm. inv. G153.

Macró (grec antic: Μάρκων, Makron) fou un ceramista atenés actiu entre el 500 i el 475 abans de la nostra era.
Juntament amb Duris, Onèsim i el Pintor de Brigos, és un dels pintors d'atuells més importants de l'època. Sembla haver treballat exclusivament per al terrissaire Hieró, autor de l'única obra —l'escif del Museu de Belles Arts de Boston (13186), amb la història d'Helena— amb la signatura de Macró com a ceramista.
La relació estilística amb el Pintor de Brigos és evident en algunes de les seues millors produccions, com ara la copa del Museu del Louvre (G153), amb el simpòsium d'Aquil·les després de la mort d'Hèctor; i en general els dos ceramistes comparteixen el gust per les escenes dionisíaques i per temes mitològics seleccionats. L'escif que és a Boston mostra la propensió de Macró per les escenes de multituds amb moltes figures superposades, en què l'element més personal s'indica en l'ampla vestidura derivada de l'escultura contemporània, i no és prou per a trencar l'estructura corpòria de les figures.
Entre l'abundant producció de Macró, destaquen, a més a més de les obres esmentades, l'escif que és ara al Museu Britànic (E140)  i la copa que es troba a Berlín (F2291).